# Manuel Senni
Manuel Senni (né le 11 mars 1992 à Cesena) est un coureur cycliste italien.

## Biographie
Manuel Senni naît le 11 mars 1992 à Cesena dans la province de Forlì-Cesena en Italie.
Il entre en 2011 dans l'équipe Colpack. Il remporte notamment les deux premières étapes du Tour du Val d'Aoste en 2014. Il est recruté par BMC Racing en 2015.
Au mois d'août 2017 la presse spécialisée annonce que le coureur italien quitte la formation BMC Racing et s'engage pour 2018 avec l'équipe continentale professionnelle Bardiani CSF.

## Palmarès et classements mondiaux

### Palmarès amateur
- 2009
  - 3e du championnat d'Italie de poursuite par équipes juniors
- 2010
  - 3e étape du Giro di Basilicata
  - 3e du Giro di Basilicata
- 2011
  - 2e du Trophée de la ville de Castelfidardo
  - 2e du Gran Premio Ezio Del Rosso
  - 3e du Trophée MP Filtri
- 2013
  - 2e de Cirié-Pian della Mussa
- 2014
  - 1re et 2e étapes du Tour de la Vallée d'Aoste
  - 3e du Tour de la Vallée d'Aoste

### Palmarès professionnel
- 2017
  - 1re étape du Tour de la Communauté valencienne (contre-la-montre par équipes)
  - Classement général de la Colorado Classic
  - 3e du Tour de la Communauté valencienne
  - 3e du Tour des Apennins

### Résultats sur les grands tours

#### Tour d'Italie
4 participations
- 2016 : 76e
- 2017 : 79e
- 2018 : abandon (15e étape)
- 2019 : 59e

### Classements mondiaux
| Année           | 2012 | 2013 | 2014 | 2015 |
| --------------- | ---- | ---- | ---- | ---- |
| UCI World Tour  |      |      |      | nc   |
| UCI Europe Tour | 509e | 804e | 229e |      |